# ماتسودا ماساچیکا
ماتسودا ماساچیکا (به ژاپنی: 松田政近 Matsuda Masachika); – ۱ ژانویهٔ ۱۵۸۲) یکی از اعضای خاندان آکچی بود. وی در ولایت تانبا در دوره سنگوکو متولد شد. پس از حادثه معبد هوننو وی به خدمت آکچی میتسوهیده درآمد. وی در نبرد یامازاکی شرکت داشت اما هنگامی که در مقابل کورودا یوشیتاکا قرار گرفت از میدان جنگ گریخت.